# Koval'sky (cráter marciano)

Detalle de la Sirenum Fossae atravesando el norte de Koval'skiy

Koval'skiy es un cráter de impacto situado entre los cuadrángulos de Memnonia (MC-16) y Phaethontis (MC-24) de Marte, localizado en las coordenadas 29.56°S de latitud y 218.46°E de longitud. Tiene 296,67 km de diámetro y recibió su nombre en honor del astrónomo ruso polaco Marián Kovalski (1821-1884) en 1985.
La Sirenum Fossae, una marca rectilínea que recorre la superficie de Marte a lo largo de 2735 km, tiene su extremo nororiental en las inmediaciones de Koval'skiy.